# Archaeopteryx
Archaeopteryx însemnând „aripă preistorică” este un gen extinct de dinozaur asemănător păsărilor, cu caracteristici intermediare între dinozauri cu pene și păsări moderne. Numele derivă din grecescul ἀρχαῖος (archaīos) care înseamnă „străvechi”, „preistoric” și πτέρυξ (ptéryx) care înseamnă „pene” sau „aripă”. Între sfârșitul secolului al XIX-lea și începutul secolului XXI, Arheopteryx a fost în general acceptată de paleontologi și cărți de referință populare drept cea mai veche pasăre cunoscută (membru al grupului Avialae). Cu toate acestea, de atunci au fost identificați  aviari potențiali mai vechi, inclusiv Anchiornis, Xiaotingia și Aurornis.
Arheopteryx a trăit în Jurasicul târziu în urmă cu aproximativ 150 de milioane de ani, în sudul Germaniei de astăzi, într-o perioadă în care Europa era un arhipelag de insule într-o mare tropicală caldă, mult mai aproape de ecuator decât este acum. 
Similar ca dimensiune cu o coțofană, cei mai mari indivizi ar fi putut atinge dimensiunea unui corb. Archeopteryx ar fi putut crește până la aproximativ 0,5 m lungime. În ciuda dimensiunii ei mici, aripilor largi și a capacității slabe de a zbura, Arheopteryx a avut mai multe în comun cu alți dinozauri mici mezozoici decât cu păsările moderne. În special, avea următoarele caracteristici comune cu dromaozauridele și troodontidele: fălcile cu dinții ascuțiți, trei degete cu gheare, coada lungă osoasă, degetul secundar hiperextensibil („gheara ucigătoare”), pene (care sugerează, de asemenea, sânge cald) și diverse caracteristici ale scheletului.
Aceste caracteristici fac din Arheopteryx un candidat clar pentru o fosilă de tranziție între dinozaurii non-aviari și păsări. Astfel, Arheopteryx joacă un rol important, nu numai în studiul originii păsărilor, ci și în studiul dinozaurilor. În 1861 a fost anunțat primul exemplar complet de Archeopteryx. De-a lungul anilor, încă zece fosile de Arheopteryx au ieșit la suprafață. În ciuda variației dintre aceste fosile, majoritatea experților consideră toate rămășițele descoperite ca aparținând unei singure specii, deși acest lucru încă este dezbătut.
Majoritatea acestor unsprezece fosile includ amprente de pene. Deoarece aceste pene au o formă avansată (pene de zbor), aceste fosile sunt dovezi că evoluția penelor a început înainte de Jurasicul târziu. Specimenenul tip de Archaeopteryx a fost descoperit la doar doi ani după ce Charles Darwin a publicat Originea speciilor. Arheopteryx părea să confirme teoriile lui Darwin și de atunci a devenit o dovadă cheie pentru originea păsărilor, dezbaterea fosilelor intermediare și confirmarea evoluției.
În martie 2018, oamenii de știință au raportat că Archaeopteryx a fost probabil capabilă de zbor, dar într-un mod distinct și substanțial diferit de cel al păsărilor moderne.

## Descriere

Comparație cu omul

Cele mai multe exemplare de Arheopteryx care au fost descoperite provin din formația geologică Solnhofen din Bavaria, sudul Germaniei și datează din Jurasic, de acum aproximativ 150-148 milioane de ani în urmă.
Arheopteryx avea aproximativ dimensiunea unui corb, cu aripi largi, rotunjite la capete și coadă lungă în comparație cu lungimea corpului său. Putea atinge până la 50 de centimetri lungime corporală, cu o masă estimată de 0,8-1 kilogram. Penele arheopteryx, deși mai puțin documentate decât celelalte caracteristici ale sale, erau foarte similare ca structură cu penele păsărilor din ziua de azi. În ciuda prezenței a numeroaselor trăsături aviare, Archaeopteryx a avut multe caracteristici de dinozaur teropod non-aviar. Spre deosebire de păsările moderne, Archaeopteryx avea dinți mici, precum și o coadă lungă, ososă, caracteristici pe care Arheopteryx le-a împărtășit cu alți dinozauri ai vremii.
Deoarece afișează caracteristici comune atât pentru păsări, cât și pentru dinozaurii non-aviari, Arheopteryx a fost deseori considerată o legătură între ele. În anii '70, paleontologul american John Ostrom, în urma ideii lui Thomas Henry Huxley în 1868, a susținut că păsările au evoluat din dinozauri teropozi și Archeopteryx a fost o piesă critică pentru această afirmație; avea mai multe caracteristici aviare, cum ar fi: furcula, pene de zbor, aripi și un prim deget parțial întors cu capul în jos, pr lângă caracteristicile tipice ale teropodelor. În special, Ostrom a descoperit că Archaeopteryx era remarcabil de asemănătoare cu familia teropod Dromaeosauridae.

### Penaj

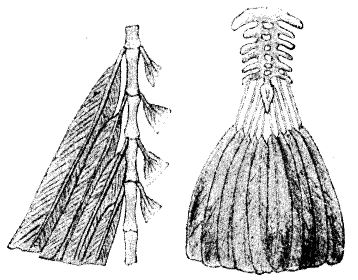
Ilustrație anatomică comparând „coada frunză” a Arheopteryx cu „coada evantai” a unei păsări moderne

Exemplarele de Arheopteryx sunt notabile pentru penele lor de zbor bine dezvoltate. Acestea au fost semnificativ asimetrice prezentând structura penelor de zbor ale păsărilor moderne. Penele de la coadă erau mai puțin asimetrice, la fel ca la păsările moderne. Penajul corporal al Arheopteryx este mai puțin bine documentat și a fost cercetat în mod corespunzător doar în exemplarul bine conservat din Berlin. Deoarece mai multe specii pot fi implicate, cercetarea penelor specimenului din Berlin nu se aplică în mod necesar restului speciilor de Archaeopteryx. Specimenul Berlin are un fel de „pantaloni” de pene bine dezvoltate la picioare; unele dintre aceste pene par să aibă o structură de bază a penei de contur, dar sunt oarecum descompuse (le lipsesc barbulele ca la ratite). Cu toate acestea, sunt parțial ferme și, prin urmare, sunt capabile să susțină zborul.
Pe spatele său se găsește o pata de pene destul de asemănătoare cu penele de contur ale penajului corporal al păsărilor moderne, fiind simetrice și ferme, deși nu sunt la fel de rigide ca penele de zbor. Nu există nici un indiciu că în partea superioară a gâtului și a capului existau pene însă acest lucru ar putea fi un efect de conservare. Se pare că majoritatea exemplarelor Archeopteryx au fost înglobate într-un sediment anoxic după ce spatele lor a stat ceva timp în mare - capul, gâtul și coada sunt în general îndoite în jos, ceea ce sugerează că exemplarele tocmai au început să putrezească atunci când au fost înglobate, cu tendoane și mușchi relaxați, astfel încât s-a obținut forma caracteristică a specimenelor fosile. Acest lucru ar putea însemna că pielea era deja înmuiată și slăbită, ceea ce este întărit de faptul că, la unele exemplare, penele de zbor au început să se detașeze în momentul înglobării în sediment.  Așadar, se consideră ipoteza că exemplarele s-au mutat de-a lungul albiei în apa superficială pentru o perioadă de timp înainte de îngropare, penele capului și ale gâtului superior s-au detașat, în timp ce penele de la coadă, mai bine fixate, au rămas.

#### Culoare

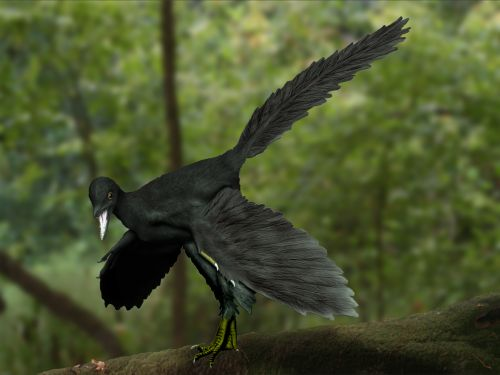
Restaurare artistică care ilustrează o interpretare a studiului lui Carney.

În 2011, cercetătorul Ryan Carney de la Universitatea Brown și colegii lui au efectuat primul studiu de culoare pe un specimen Archeopteryx. Folosind tehnologia de microscopie electronică de scanare și analiza de dispersie a radiațiilor X, echipa a reușit să detecteze structura melanozomilor în exemplare izolate de pene descrise în 1861.  Măsurile rezultate au fost apoi comparate cu cele din 87 de specii moderne de păsări, și s-a determinat cu o probabilitate de 95% că penajul Archeopteryx era negru. Studiul nu vrea să spună că Arheopteryx era complet negru, dar sugerează că a avut o colorație neagră. Carney a subliniat că acest lucru este în concordanță cu ceea ce știm despre caracteristicile zborului modern, prin faptul că melanozomii negri au proprietăți structurale care întăresc penele pentru zbor. Într-un studiu din 2013 publicat în Journal of Analitic Atomic Spectrometry, noi analize ale penelor Archeopteryx au relevat că animalul ar fi putut avea un penaj de culoare deschisă și închisă, cu o pigmentare mai închisă la vârfurile penei de zbor. Această analiză a distribuției culorii s-a bazat în principal pe distribuția sulfatului pe fosile. Un comunicat de presă și un rezumat al conferinței de Carney argumentează împotriva studiului din 2013, cu toate acestea, nu au fost publicate noi dovezi.